# Pleurosicya prognatha
Pleurosicya prognatha es una especie de peces de la familia de los Gobiidae en el orden de los Perciformes.

## Distribución geográfica
Se encuentra en la península del Sinaí (Egipto ).

## Observaciones
Es inofensivo para los humanos.